# Referéndum sobre la Constitución de Guinea Ecuatorial en 1973
Se celebró un referéndum constitucional en Guinea Ecuatorial el 29 de julio de 1973. La nueva constitución convertiría al país en un estado unitario de partido único con el Partido Único Nacional de los Trabajadores como único partido legal y con Francisco Macías Nguema como presidente vitalicio. Los resultados informados oficialmente indicaron que el cambio fue aprobado por el 99% de los votantes.
En el referéndum sufragaron 148.585 personas de las 148.735 inscritas. El proceso electoral estuvo plagado de irregularidades, incluyendo la obligación de votar en público. En el referéndum podían votar todos los habitantes del país, incluyendo los menores de edad.  En el referéndum hubo dos tipos de papeletas; una papeleta de color negro para el voto a favor de la Constitución y una papeleta de color rojo para el voto en contra. En los locales electorales, había una escasez deliberada de papeletas rojas.

## Resultados
| Opción                             | Votos | %   |
| ---------------------------------- | ----- | --- |
| A favor                            |       | 99  |
| En contra                          |       | 1   |
| Votos nulos/en blanco              |       | -   |
| Total                              |       | 100 |
| Fuente: African Elections Database |       |     |